# Circuit intégré 744075

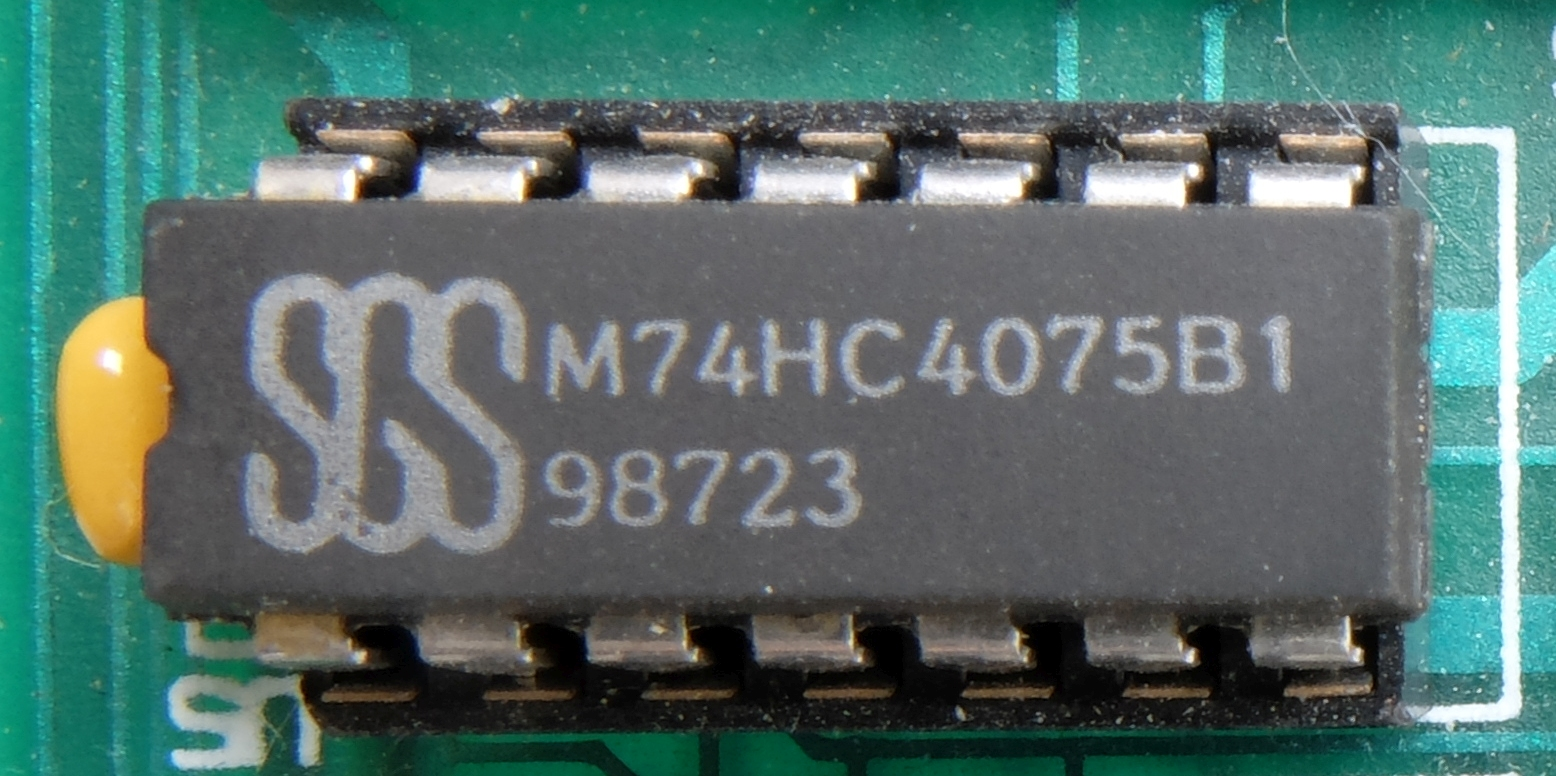
Circuit intégré 744075 (SGS M74HC4075B1)

Brochage

Diagramme fonctionnel

Le circuit intégré 744075 fait partie de la série des circuits intégrés 7400 utilisant la technologie TTL.

Ce circuit est composé de trois portes logiques indépendantes OU à trois entrées.